# Голландський діалект
Голландський діалект (нід. Hollands) — найпоширеніший діалект (група діалектів) нідерландської мови. Належать до центральних нідерландських діалектів.

## Історія
Спочатку на території майбутнього Голландського графства розмовляли старофризькою або спорідненим інгвеонським діалектом. Немає жодних доказів теорії про те, що перехід на старонідерландську мову в XII—XIII століттях відбувся через міграцію нижньофранкськомовних поселенців. Натомість тривалий мовний контакт між носіями фризької мови та носіями франкської мови до XII століття міг призвести до появи голландського діалекту, який був переважно нижньофранкським, але зі значним впливом фризької мови.
У XVI столітті відбулася стандартизація нідерландської мови, причому, на думку багатьох лінгвістів, з найбільшим впливом брабантського діалекту Антверпена. Писемність графства Голландія, яка була найбільш урбанізованою територією в Європі, почала наслідувати брабантський стандарт.
Під час Вісімдесятирічної війни, особливо після 1585 року, іспанська лють та успіхи герцога Пармського в 1580-х роках змусили від 100 000 до 200 000 брабантців і фламандців, багато з яких були кальвіністами, оселитися в містах Голландії. Біженці спричинили змішання своїх діалектів із діалектами людей, які вже були там. Нова мова замінила більшість оригінальних голландських діалектів на діалекти з брабантськими впливами та ще більше розбавила фризький вплив на нідерландську.
Це, безперечно, уповільнило мовні зміни через вплив на розмовну мову дуже консервативного письмового стандарту. У результаті стандартна нідерландська мова зберегла багато рис брабантської мови кінця XVI століття.

## Субдіалекти

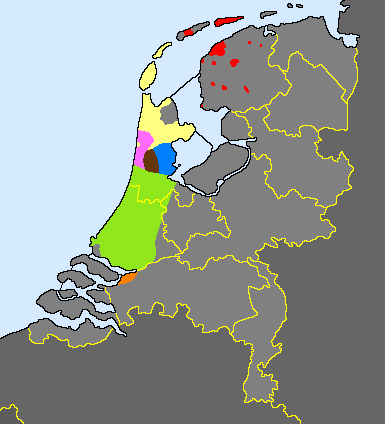
Мапа голландських діалектів
Голландсько-фризькі діалекти
Західнофризькі діалекти
Кеннемерландський
Занський
Ватерландський
Південноголландський
Вестхукський

Голландський діалект можна розділити на сім окремих субдіалектів, які в більшості випадків також можна розділити на ще менші сільські та міські діалекти. Найбільшою з цих діалектних груп є південноголландський. До нього належать міські діалекти, такі як амстердамський, роттердамський, гаазький, і сільські діалекти, такі як рейнландський і делфтландський.
Іншу велику групу діалектів утворюють змішані голландсько-фризькі діалекти, якими розмовляють у провінції Фрисландія. Сюди входять міські діалекти (також відомі як міський фризький), мідсландський, амеландський і білдтський. Із цією групою тісно пов'язані західнофризькі діалекти, що розташовані на півночі Північної Голландії. До цієї групи в першу чергу входить материкові західнофризькі діалекти (включаючи егмондський), якими розмовляють у регіоні Західна Фрисландія та уздовж узбережжя Північного моря, від Ден-Гелдера до Кастрікюму. Сюди також входять так звані острівні західнофризькі діалекти з енгейзенським у місті Енкгейзен, вірінґським на колишньому острові Вірінґен і теселським на острові Тесел. Крім того, до цієї групи належить нині вимерлий вліландський діалект, яким розмовляли на фризькому острові Вліланд.
Уздовж узбережжя Ейсселмера, між Схарвауде і Дургердамом, говорять ватерландським діалектом. На захід від Ватерланда лежить Занстрік, де говорять занським. Далі на захід від нього, на узбережжі Північного моря, розмовляють кеннемерландським діалектом.
І, нарешті, є вестхукський діалект, яким розмовляють у провінції Північний Брабант, у регіоні на південь від Голландс-Діп, із містом Віллемстад і такими селами, як Клюндерт і Фейнарт. Ця територія спочатку належала до регіону Голландія, але в 1813 році стала частиною Північного Брабанту, коли вона вперше стала незалежною провінцією після створення Королівства Нідерландів.